# Harmothoe vesicudenta
Harmothoe vesicudenta är en ringmaskart som beskrevs av Sylvanus Charles Thorp Hanley och Burke 1991. Harmothoe vesicudenta ingår i släktet Harmothoe och familjen Polynoidae. Inga underarter finns listade i Catalogue of Life.